# Al Natural
Los Tontos al natural es el segundo álbum de estudio de la banda uruguaya de rock Los Tontos. Fue editado en 1987 por el sello Orfeo.

## Historia
El álbum fue grabado en junio de 1987 en Buenos Aires y publicado en agosto. La versión en casete se vendía en una lata diseñada por Cristina Echegaray (que ya había diseñado otro casete en lata, el compilado uruguayo de éxitos internacionales Alternativa 3, de 1985).  El disco fue más exitoso que el anterior convirtiéndose al mes en Disco de Oro en Uruguay y destacándose algunos hits como "La cucaracha", que llegó a encabezar el ranking de la radio El Dorado FM, aunque parte de la crítica y del público reaccionaron de forma negativa porque el álbum les pareció muy comercial.
Durante la grabación del álbum comenzaron a darse importantes diferencias entre Renzo Guridi y Leonardo Baroncini, que llevarían a la separación del grupo.

## Lista de temas
Lado A
1. Juego de Masacre (letra Trevor Podargo, música Los Tontos)
2. Oídos,nariz y garganta (letra y música Renzo Teflón)
3. Agua Podrida (letra y música Leo Maslíah)
4.Lo nuestro ha terminado (letra Renzo Teflón, música Los Tontos)
5.Policías (Letra Renzo Teflón, música tradicional)
6. La cucaracha (tradicional)
Lado B
1. Rap de la vaca (letra Renzo Teflón, música Los Tontos)
2. El esotérico (letra Renzo Teflón, música Los Tontos)
3. 45 m. (letra Trevor Podargo, música Los Tontos)
4. Los que salen en revistas (letra Calvin Rodríguez, música Los Tontos)
5. Canción Importada (letra Renzo Teflón, música Los Tontos)

## Integrantes
Calvin Rodríguez Perinola (Fernando Rodríguez): guitarra, pedalera analógica/digital, coros
Trevor Podargo Merengue (Leo Baroncini): batería, coros
Renzo Teflón Castañuela (Renzo Guridi): bajo, vocales, coros

## Créditos
Producción artística: Jorge Sadi.
Producción ejecutiva: Alfonso Carbone para el sello Orfeo.
Grabado en estudios "Moebio" de Buenos Aires entre el 5 y 12 de junio de 1987.
Ingeniero de sonido: Laura Fonzo.
Asistentes: Ariel "Transún" Parada y Marcelo Dellettleres.
Arreglos: Los Tontos, excepto en "Agua Podrida" donde el arreglo de piano pertenece a Leo Maslíah.
Fotografía: Mario Marotta.
Diseño de tapa: Trevor Podargo.
Concepción de contratapa y nota interior: Los Tontos, Tía Esmeralda, Alfonso Carbone y Mario Marotta.
Realización: Tía Esmeralda (es una marca registrada de Cristina Echegaray).